# Charlotte Broman Mølbæk
Charlotte Broman Mølbæk (født 29. november 1977 i Aarhus) er en dansk pædagog, politiker og nuværende medlem af Folketinget for SF siden valget i 2019. Hun var byrådsmedlem i Randers Kommune fra 2014 til 2019.

## Baggrund
Charlotte Broman Mølbæk er født 29. november 1977 i Aarhus, som datter af Bjarne samt Alice Mølbæk, der har været formand for SF Randers.
Hun har en sproglig studentereksamen fra Randers Statsskole i 1996 og er uddannet pædagog fra Jydsk Pædagogseminarium i Randers i 2002.

## Politisk karriere
Charlotte Broman Mølbæk har været formand for SF Randers fra 2013 til 2014, men fratrådte posten, da hun blev valgt til byrådet i Randers Kommune, som hun har været medlem af fra 2014 til 2019. Hun har været formand for socialudvalget og medlem af Kommunernes Landsforenings socialudvalg fra 2018 til 2019.
Hun blev ved valget 5. juni 2019 valgt til Folketinget og udtrådte hermed som byrådsmedlem, da SF ikke tillader både at sidde i Folketing og byråd.